# Kangwon
La provincia del Kangwon (강원도?, 江原道?, Kangwŏn-doLR) è una delle suddivisioni amministrative della Corea del Nord, con capoluogo Wŏnsan.

## Geografia antropica

### Suddivisioni amministrative
Il Kangwon è suddiviso in 2 città (si) e 15 contee (gun).

#### Città
- Munchŏn-si (문천시; 文川市)
- Wŏnsan-si (원산시; 元山市)

#### Contee
- Contea di Anbyŏn (안변군; 安邊郡)
- Contea di Ch'angdo (창도군; 昌道郡)
- Contea di Ch'ŏrwŏn (철원군; 鐵原郡)
- Contea di Ch'ŏnnae (천내군; 川內郡)
- Contea di Hoeyang (회양군; 淮陽郡)
- Contea di Ichŏn (이천군; 伊川郡)
- Contea di Kimhwa (김화군; 金化郡)
- Contea di Kosan (고산군; 高山郡)
- Contea di Kosŏng (고성군; 高城郡)
- Contea di Kŭmgang (금강군; 金剛郡)
- Contea di P'an'gyo (판교군; 板橋郡)
- Contea di Pŏptong (법동군; 法洞郡)
- Contea di P'yŏnggang (평강군; 平康郡)
- Contea di Sep'o (세포군; 洗浦郡)
- Contea di T'ongch'ŏn (통천군; 通川郡)